# Marcha del Orgullo TLGBIQ+ del Callao
La Marcha del Orgullo TLGBIQ+ del Callao es una manifestación del Orgullo LGBT que se celebra de forma anual desde 2012 en la provincia constitucional del Callao, en Perú, para exigir igualdad de derechos para las poblaciones LGBT.

## Historia
La primera marcha organizada en el Callao, denominada Marcha del Orgullo LGBT del Callao, data de junio de 2012, cuando activistas chalacas y chalacos se reunieron junto a representantes del Movimiento Homosexual de Lima (MHOL) para iniciar un recorrido a lo largo de la avenida Sáenz Peña, la principal arteria vial del Callao. La marcha se inició en el cruce de Sáenz Peña con la avenida República de Panamá y finalizó en la explanada entre la fortaleza del Real Felipe y la Municipalidad del Callao.
El 6 de julio de 2019 se realizó la 6.ª marcha, organizada por Comunitaria MCC Diversidad Chalaca y MCC Tod@s por un Callao sin fronteras. La manifestación, cuyo principal reclamo fue la aprobación de la Ordenanza contra la discriminación por orientación sexual e identidad de género por parte del Gobierno Regional del Callao solicitada a través de la Gerencia de desarrollo Social del GORE- Callao, fue inaugurada por la congresista y socióloga Marisa Glave, del movimiento político Nuevo Perú. El recorrido de la marcha fue más extenso, y recorrió las calles de los distritos de Bellavista y La Punta, hasta finalizar en el óvalo Casanave, donde se leyó un manifiesto.
Durante los años 2020 y 2021 no pudieron realizarse las sendas marchas debido a la emergencia sanitaria por la pandemia de COVID-19.
Para la 7.ª marcha, organizada para el 2 de julio de 2022 por el Movimiento LGTBIQ Callao, se denegó el permiso por parte del comisario del Callao, que alegó falta de garantías y la abstención de cualquier tipo de manifestación. La organización emitió un comunicado donde reclamaban que se estaba restringiendo el derecho constitucional a la reunión y la libre expresión, y demandaron a las instituciones, como el Ministerio de la Mujer y Poblaciones Vulnerables, el Ministerio de Justicia y Derechos Humanos y la Defensoría del Pueblo, que intercedan ante el Ministerio del Interior. A su vez, invitaron a la ciudadanía a participar de la marcha, a pesar de la restricción.